# Flueggea flexuosa
Flueggea flexuosa är en emblikaväxtart som beskrevs av Johannes Müller Argoviensis. Flueggea flexuosa ingår i släktet Flueggea och familjen emblikaväxter. IUCN kategoriserar arten globalt som sårbar. Inga underarter finns listade i Catalogue of Life.